# 청양 장곡사 미륵불괘불탱
청양 장곡사 미륵불괘불탱(靑陽 長谷寺 彌勒佛掛佛幀)은 대한민국 충청남도 청양군 대치면, 장곡사에 있는 조선시대의 불화이다. 1997년 9월 22일 대한민국의 국보 제300호로 지정되었다.

## 개요
용화수 가지를 들고 있는 미륵불을 그린 괘불이다. 괘불이란 야외에서 큰 법회나 의식을 진행할 때 법당 앞뜰에 걸어놓고 예배를 드리던 대형 불교그림을 말한다.
장곡사에 있는 이 그림은 가로 5.99m, 세로 8.69m로 미륵불을 화면 중심에 두고 6대 여래, 6대 보살 등 여러 인물들로 화면을 가득 채우고 있다. 인간세계에 내려와 중생을 구제한다는 부처인 미륵불은 사각형의 얼굴에 머리에 4구의 작은 불상이 있는 화려한 보관을 쓰고, 풍만하고 살찐 모습으로 유난히 긴 팔과 커다란 상체를 가지고 있다.
좌우에 있는 비로자나불과 노사나불은 머리에 둥근 두광이 있고 각각 두 손을 맞잡은 손 모양과 어깨 높이까지 두 손을 들어 올려 설법하는 손모양을 하고 있다. 그 밖의 다른 여래와 보살들은 각기 상징하는 물건들을 들고 있으며 10대 제자는 두손을 모아 합장한 자세로 방향이나 표현을 달리해 변화를 주고 있다. 그림 아래에는 부처를 수호하는 사천왕과 그 권속들이 자리잡고 있다. 전체적인 채색은 붉은 색을 주로 사용하고 녹색, 연록색, 주황 등의 중간 색조를 사용하여 밝은 화면을 보여 준다.
이 그림은 조선 현종 14년(1673) 철학(哲學)을 비롯한 5명의 승려화가가 왕과 왕비, 세자의 만수무강을 기원하기 위해 그린 것이다. 미래불인 미륵을 본존으로 삼고 있지만 그림의 내용은 현세불인 석가가 영축산에서 설법하는 영산회상도와 비슷한 것으로 등장인물들과 배치구도가 독특한 작품이며 경전의 내용과도 다른 점이 있어 앞으로 연구할 가치가 많은 작품이다.

## 같이 보기
- 장곡사